# Rainbowman
Rainbowman (愛の戦士レインボーマン, Ai no Senshi Reinbōman) é uma série tokusatsu.  Criado por Kōhan Kawauchi, produzido  pela Toho Company Ltd., exibido pela tv NET ( atual TV Asahi) de 6 de outubro de 1972 à 18 de setembro de 1973, com o total de 52 capítulos. Mitsuru Adachi fez uma série de mangá baseado na série.
Assim como  Kawauchi fez antes, em 7-Color Mask (1959), esta série tem um super-herói com 7 identidades diferentes, mas com uma diferença importante: a cor da máscara de diferentes identidades-7 eram mais como disfarces humanos, enquanto Takeshi Yamato, o Rainbowman, transformado em 7 formas de super-heróis diferentes (chamado de "Dashes"):  Dash 1 da lua, Dash 2 é o fogo, Dash 3 é água, Dash 4 é de madeira, Dash 5 é de metal, Dash 6 é terra, e as principais Dash, 7, é o sol ; Estes sete Dashes ( traços) representam o yin eo yang (a Lua eo Sol) e os cinco elementos ( wu xing ) da filosofia chinesa antiga. Em cada forma Dash,a aparência de Rainbowman toma a cor que representa o elemento respectivo (Lua-amarelo, vermelho-fogo, água-azul, de madeira-verde, metal-dourado, terra-marrom, Sol-branco), e ele também é dotado com poderes relacionados a esse elemento. Os poderes baseado na natureza, surgiu quando  Takeshi Yamato fez um treinamento na Índia com o monge sábio Devadatta. Tanto esta série e 7-Color Mask como disse Go Nagai é inspiração "por trás de sua criação,Cutey Honey .

## Elenco
- Takeshi Yamato / Rainbowman (大和 タケシ / レインボーマン, Yamato Takeshi / Reinbōman): Kunihisa Mizutani (水谷 邦久, Mizutani Kunihisa)
- Devadatta: Shōbun Inoue (井上 昭文, Inoue Shōbun)
- Tami Yamato (大和 たみ, Yamato Tami): Kakuko Motoyama (本山 可久子, Motoyama Kakuko)
- Mizuki Yamato (大和 みゆき, Yamato Mizuki): Eriko Ishigawa (石川 えり子, Ishigawa Eriko)
- Ichirō Yamato (大和 一郎, Yamato Ichirō): Hiroshi Koizumi (小泉 汪 (as 小泉 博), Koizumi Hiroshi)
- Hisasō Yamato (大和 久蔵, Yamato Hisasō): Junji Masuda (増田 順司, Masuda Junji)
- Akiko Yamato (大和 秋子, Yamato Akiko): Reiko Mutō
- Toshie (淑江, Toshie): Megumi Itō (伊藤 めぐみ, Itō Megumi)
- Mr. K (ミスターＫ, Misutā Kei): Akihiko Hirata
- God Iguana (神イグアナ, Godo Iguana): Machiko Soga

## Temas musicais
Opening song: 
Go Rainbowman
- letra: Kawauchi Kohan
- Composição: Jun Kitahara
- cantor: Yū Mizushima ( Kenji Yasunaga)

Ending Songs:
Theme of Yamato Takeshi
- letra: Kawauchi Kohan
- Composição: Jun Kitahara
- cantor: Yū Mizushima

That Man's Name is Rainbowman"
- letra: Kawauchi Kohan
- Composição: Jun Kitahara
- cantor: Cat's Eye and Young Fresh